# Luchthaven Malindi
Luchthaven Malindi (IATA: MYD, ICAO: HKML) is een luchthaven in Keniase stad Malindi.

## Luchtvaartmaatschappijen en bestemmingen
- Airkenya Express - Nairobi-Wilson
- Fly540 - Lamu, Mombasa, Nairobi
- Kenya Airways - Nairobi